# 2003-as női labdarúgó-világbajnokság

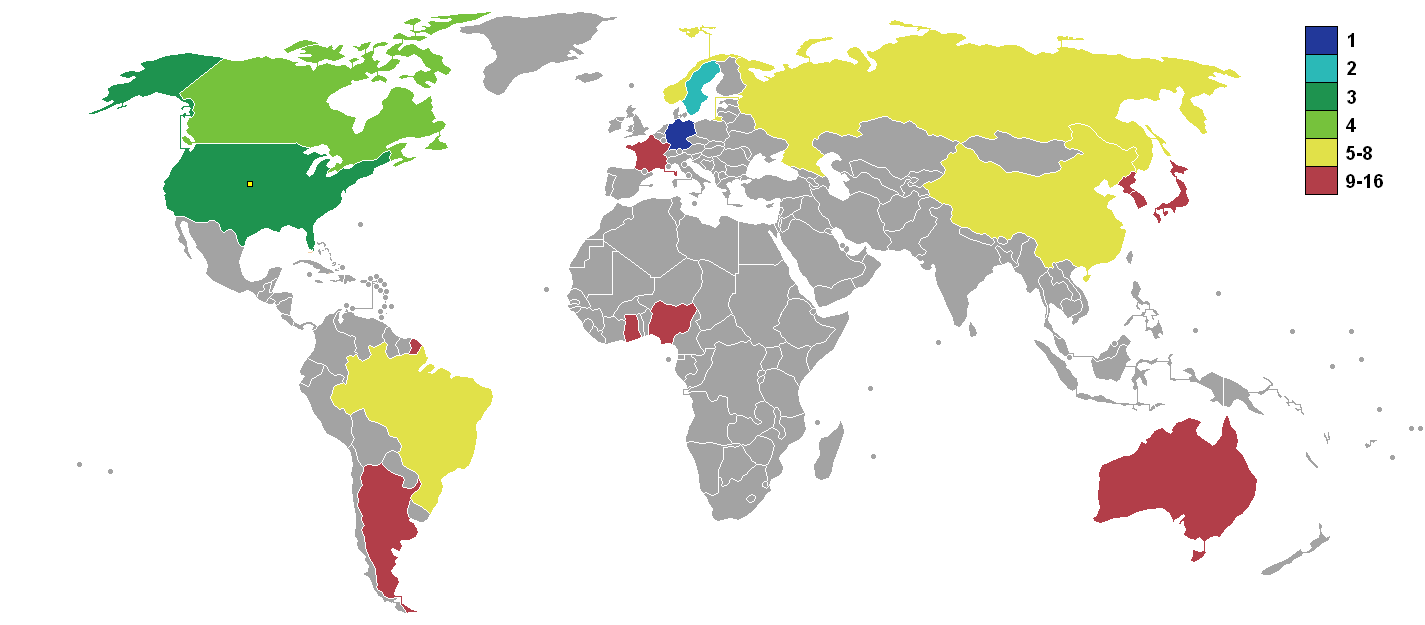
Részt vevő országok

A 2003-as női labdarúgó-világbajnokságot az Amerikai Egyesült Államokban tartották, és a németek nyerték. A torna eredetileg Kínában lett volna megtartva. 2003. május 3-án a tornát váratlanul az Egyesült Államokba költöztették, a 2003-as SARS kínai kitörésének eredményeként. Amiatt, hogy az Egyesült Államok rendezte az 1999-es világbajnokságot, az a gondolat támadt, hogy az Egyesült Államok lenne a legjobb lehetőség a torna rendezőjének. Ezenkívül a női labdarúgás reklámozója az Egyesült Államokban azt remélte, hogy érdeklődés jön létre a torna által, amely megmenti az USA hivatásos női bajnokságát, a Women's United Soccer Association-t a megszűnéstől.
Kárpótlásként, hogy elveszítette a torna rendezését, Kína megkapta az automatikus részvételét, mint házigazda, és a rendezője lett a 2007-es eseménynek. (Kína végül kiesett Kanada ellen a negyeddöntőben a 2003-as tornán.)
Leginkább a torna átütemezése miatt a rövid határidőn belül, a FIFA és az Amerikai labdarúgó-szövetség együttműködött egy menetrend megalkotásához. Kilenc játéknap alatt bonyolították le a csoportmérkőzéseket (hasonlóan az 1999-es formához).

## Helyszínek
- Carson, California – The Home Depot Center
- Columbus – Columbus Crew Stadium
- Foxborough – Gillette Stadion
- Philadelphia – Lincoln Financial Field
- Portland – PGE Park
- Washington – RFK Stadium

## Csapatok
16 csapat vett részt a torna döntőjében. A csapatok a következőek:
| - Afrika (CAF) - Nigéria - Ghána - Ázsia (AFC) - Észak-Korea - Kína (megtartotta az automatikus részvételét, mint eredeti házigazda) - Dél-Korea - Japán - Dél-Amerika (CONMEBOL) - Brazília - Argentína | - Európa (UEFA) - Franciaország - Németország - Oroszország - Norvégia - Svédország - Óceánia (OFC) - Ausztrália - Észak-Amerika, Közép-Amerika & Karib-térség (CONCACAF) - Kanada - Egyesült Államok |

## Keretek
Az összes keret listájához, amely játszott a tornán, lásd a 2003-as női labdarúgó-világbajnokság kereteket.

## Játékvezetés
A FIFA mind a hat szövetsége képviselte magát: 9 fővel (3 játékvezető [Jv] és 6 partbíró [PB]) az UEFA, 6 fővel (2 Jv és 4 PB) az AFC, 6 fővel (2 Jv és 4 PB) a CONCACAF, 8 fővel (2 Jv, 2 tartalék Jv és 4 PB) CONMEBOL, 4 fővel (2 Jv és 2 PB) az CAF, valamint 3 fővel (1 Jv és 2 PB) az OFC zónából.
1991-ben a FIFA JB 10 férfit és egy nőt Cláudia Vasconcelos alkalmazott játékvezetőként. 1995-ben jelentősen megváltozott a női játékvezetők (5 férfi és 7 női) foglalkoztatása. 1999-ben a férfi bírók már elmaradtak a tornáról. 2003-bnan a 32 mérkőzést 14 női bíró és 23 női asszisztens koordinálta. Tammy Ogston 4 mérkőzést, 6-an 3-3, 5-en 2-2 találkozón működött. A mérkőzéseken több játékvezető 4. bíróként is szolgált. A döntő találkozót Floarea Cristina Ionescu vezette. Kifejezetten 4. (tartalék) bíróként Sandra Hunt  (6 alkalom) és Jennifer Bennett (4 alkalom) tevékenykedett. Az asszisztensek közül hárman 4-4 esetben, 14-en 3-3 mérkőzésen, 5-en 2-2 találkozón kapott lehetőséget szakmai felkészültségének bizonyítására.

### Játékvezetők
| Afrika - Xonam Agboyi - Bola Elizabeth Abidoye Partbírók - Desiree Perpetue - Florence Biagui Ázsia - Zhang Dongqing - Im Eun Ju Partbírók - Josizava Hiszae - Choi Soo Jin - Hong Kum Nyo - Hsiu Mei Liu Észak-Amerika - Sonia Denoncourt - Kari Seitz - Sandra Hunt - Jennifer Bennett Partbírók - Denise Robinson - Karalee Sutton - Sharon Wheeler Közép-amerikai partbíró - Lynda Bramble | Dél-Amerika - Florencia Romano - Sueli Tortura Partbírók - Alejandra Cercato - Sabrina Lois - Cleidy Mary Ribeiro - Marlei Silva Európa - Katriina Elovirta - Cristina Ionescu - Nicole Petignat Partbírók - Andi Regan - Emilia Parviainen - Nelly Viennot - Katarzyna Nadolska - Irina Mirt - Elke Lüthi Oceánia - Tammy Ogston Partbírók - Airlie Keen - Jacqueline Leleu |

## Csoportok

### A csoport
| Csapat           | M | Gy | D | V | Rg | Kg | Gk  | P |
| ---------------- | - | -- | - | - | -- | -- | --- | - |
| Egyesült Államok | 3 | 3  | 0 | 0 | 11 | 1  | +10 | 9 |
| Svédország       | 3 | 2  | 0 | 1 | 5  | 3  | +2  | 6 |
| Észak-Korea      | 3 | 1  | 0 | 2 | 3  | 4  | −1  | 3 |
| Nigéria          | 3 | 0  | 0 | 3 | 0  | 11 | −11 | 0 |

| 2003. szeptember 20. 14:45 |

| Nigéria | 0–3               | Észak-Korea        |
| ------- | ----------------- | ------------------ |
|         | (0–1) Jegyzőkönyv | Jin 13' 88' Ri 73' |

| Lincoln Financial Field, Philadelphia Nézőszám: 24 346 Játékvezető: Nicole Petignat |

| 2003. szeptember 21. 12:30 |

| Egyesült Államok              | 3–1               | Svédország   |
| ----------------------------- | ----------------- | ------------ |
| Lilly 27' Parlow 36' Boxx 78' | (2–0) Jegyzőkönyv | Svensson 58' |

| RFK Stadium, Washington Nézőszám: 34 144 Játékvezető: Zhang Dongqing |

| 2003. szeptember 25. 16:45 |

| Svédország  | 1–0               | Észak-Korea |
| ----------- | ----------------- | ----------- |
| Svensson 7' | (1–0) Jegyzőkönyv |             |

| Lincoln Financial Field, Philadelphia Nézőszám: 31 553 Játékvezető: Tammy Ogston |

| 2003. szeptember 25. 19:31 |

| Egyesült Államok                                                   | 5–0               | Nigéria |
| ------------------------------------------------------------------ | ----------------- | ------- |
| Hamm 6' (11-esből) 12' Parlow 47' Wambach 65' Foudy 89' (11-esből) | (2–0) Jegyzőkönyv |         |

| Lincoln Financial Field, Philadelphia Nézőszám: 31 553 Játékvezető: Florencia Romano |

| 2003. szeptember 28. 13:00 |

| Svédország                    | 3–0               | Nigéria |
| ----------------------------- | ----------------- | ------- |
| Ljungberg 56' 79' Moström 81' | (0–0) Jegyzőkönyv |         |

| Columbus Crew Stadium, Columbus Nézőszám: 22 828 Játékvezető: Sonia Denoncourt |

| 2003. szeptember 28. 15:45 |

| Észak-Korea | 0–3               | Egyesült Államok                       |
| ----------- | ----------------- | -------------------------------------- |
|             | (0–1) Jegyzőkönyv | Wambach 17' (11-esből) Reddick 48' 66' |

| Columbus Crew Stadium, Columbus Nézőszám: 22 828 Játékvezető: Sueli Tortura |

### B csoport
| Csapat        | M | Gy | D | V | Rg | Kg | Gk  | P |
| ------------- | - | -- | - | - | -- | -- | --- | - |
| Brazília      | 3 | 2  | 1 | 0 | 8  | 2  | +6  | 7 |
| Norvégia      | 3 | 2  | 0 | 1 | 10 | 5  | +5  | 6 |
| Franciaország | 3 | 1  | 1 | 1 | 2  | 3  | −1  | 4 |
| Dél-Korea     | 3 | 0  | 0 | 3 | 1  | 11 | −10 | 0 |

| 2003. szeptember 20. 12:00 |

| Norvégia              | 2–0               | Franciaország |
| --------------------- | ----------------- | ------------- |
| Rapp 47' Mellgren 66' | (0–0) Jegyzőkönyv |               |

| Lincoln Financial Field, Philadelphia Nézőszám: 24 346 Játékvezető: Kari Seitz |

| 2003. szeptember 21. 15:15 |

| Brazília                           | 3–0               | Dél-Korea |
| ---------------------------------- | ----------------- | --------- |
| Marta 14' (11-esből) Kátia 55' 62' | (1–0) Jegyzőkönyv |           |

| RFK Stadium, Washington Nézőszám: 34 144 Játékvezető: Tammy Ogston |

| 2003. szeptember 24. 17:01 |

| Norvégia      | 1–4               | Brazília                                   |
| ------------- | ----------------- | ------------------------------------------ |
| Pettersen 45' | (1–2) Jegyzőkönyv | Daniela 26' Rosana 37' Marta 59' Kátia 68' |

| RFK Stadium, Washington Nézőszám: 16 316 Játékvezető: Xonam Agboyi |

| 2003. szeptember 24. 19:45 |

| Franciaország | 1–0               | Dél-Korea |
| ------------- | ----------------- | --------- |
| Pichon 84'    | (0–0) Jegyzőkönyv |           |

| RFK Stadium, Washington Nézőszám: 16 316 Játékvezető: Zhang Dongqing |

| 2003. szeptember 27. 12:45 |

| Dél-Korea | 1–7               | Norvégia                                                                 |
| --------- | ----------------- | ------------------------------------------------------------------------ |
| Kim 75'   | (0–4) Jegyzőkönyv | Gulbrandsen 5' Mellgren 24' 31' Pettersen 40' Sandaune 52' Ørmen 80' 90' |

| Gillette Stadion, Boston Nézőszám: 14 356 Játékvezető: Tammy Ogston |

| 2003. szeptember 27. 12:45 |

| Franciaország | 1–1               | Brazília  |
| ------------- | ----------------- | --------- |
| Pichon 90+2'  | (0–0) Jegyzőkönyv | Kátia 58' |

| RFK Stadium, Washington Nézőszám: 17 618 Játékvezető: Cristina Ionescu |

### C csoport
| Csapat      | M | Gy | D | V | Rg | Kg | Gk  | P |
| ----------- | - | -- | - | - | -- | -- | --- | - |
| Németország | 3 | 3  | 0 | 0 | 13 | 2  | +11 | 9 |
| Kanada      | 3 | 2  | 0 | 1 | 7  | 5  | +2  | 6 |
| Japán       | 3 | 1  | 0 | 2 | 7  | 6  | +1  | 3 |
| Argentína   | 3 | 0  | 0 | 3 | 1  | 15 | −14 | 0 |

| 2003. szeptember 20. 17:45 |

| Németország                                                        | 4–1               | Kanada      |
| ------------------------------------------------------------------ | ----------------- | ----------- |
| Wiegmann 37' (11-esből) Gottschlich 47' Prinz 75' Garefrekes 90+2' | (1–1) Jegyzőkönyv | Sinclair 4' |

| Columbus Crew Stadium, Columbus Nézőszám: 16 409 Játékvezető: Im Undzsu |

| 2003. szeptember 20. 20:30 |

| Japán                                        | 6–0               | Argentína |
| -------------------------------------------- | ----------------- | --------- |
| Szava 13' 38' Jamamoto 64' Ótani 72' 75' 80' | (2–0) Jegyzőkönyv |           |

| Columbus Crew Stadium, Columbus Nézőszám: 16 409 Játékvezető: Kateriina Elovirta |

| 2003. szeptember 24. 17:45 |

| Németország               | 3–0               | Japán |
| ------------------------- | ----------------- | ----- |
| Minnert 23' Prinz 36' 66' | (2–0) Jegyzőkönyv |       |

| Columbus Crew Stadium, Columbus Nézőszám: 15 529 Játékvezető: Sueli Tortura |

| 2003. szeptember 24. 20:30 |

| Kanada                    | 3–0               | Argentína |
| ------------------------- | ----------------- | --------- |
| Hooper 19' Latham 79' 82' | (1–0) Jegyzőkönyv |           |

| Columbus Crew Stadium, Columbus Nézőszám: 15 529 Játékvezető: Nicole Petignat |

| 2003. szeptember 27. 15:30 |

| Kanada                           | 3–1               | Japán     |
| -------------------------------- | ----------------- | --------- |
| Latham 36' Sinclair 49' Lang 72' | (1–1) Jegyzőkönyv | Szava 20' |

| Gillette Stadion, Boston Nézőszám: 14 356 Játékvezető: Im Undzsu |

| 2003. szeptember 27. 15:30 |

| Argentína  | 1–6               | Németország                                                    |
| ---------- | ----------------- | -------------------------------------------------------------- |
| Gaitán 71' | (0–4) Jegyzőkönyv | Meinert 3' 43' Wiegmann 24' Prinz 32' Pohlers 89' Müller 90+2' |

| RFK Stadium, Washington Nézőszám: 17 618 Játékvezető: Bola Abidoye |

### D csoport
| Csapat      | M | Gy | D | V | Rg | Kg | Gk | P |
| ----------- | - | -- | - | - | -- | -- | -- | - |
| Kína        | 3 | 2  | 1 | 0 | 3  | 1  | +2 | 7 |
| Oroszország | 3 | 2  | 0 | 1 | 5  | 2  | +3 | 6 |
| Ghána       | 3 | 1  | 0 | 2 | 2  | 5  | −3 | 3 |
| Ausztrália  | 3 | 0  | 1 | 2 | 3  | 5  | −2 | 1 |

| 2003. szeptember 21. 17:30 |

| Ausztrália      | 1–2               | Oroszország                    |
| --------------- | ----------------- | ------------------------------ |
| Golebiowski 38' | (1–1) Jegyzőkönyv | Alagich 39' (öngól) Fomina 89' |

| The Home Depot Center, Carson Nézőszám: 15 239 Játékvezető: Bola Abidoye |

| 2003. szeptember 21. 20:15 |

| Kína    | 1–0               | Ghána |
| ------- | ----------------- | ----- |
| Sun 29' | (1–0) Jegyzőkönyv |       |

| The Home Depot Center, Carson Nézőszám: 15 239 Játékvezető: Sonia Denoncourt |

| 2003. szeptember 25. 16:15 |

| Ghána | 0–3               | Oroszország                              |
| ----- | ----------------- | ---------------------------------------- |
|       | (0–1) Jegyzőkönyv | Saenko 36' Barbachina 54' Letyushova 80' |

| The Home Depot Center, Carson Nézőszám: 13 929 Játékvezető: Kari Seitz |

| 2003. szeptember 25. 19:01 |

| Kína    | 1–1               | Ausztrália   |
| ------- | ----------------- | ------------ |
| Bai 46' | (0–1) Jegyzőkönyv | Garriock 28' |

| The Home Depot Center, Carson Nézőszám: 13 929 Játékvezető: Kateriina Elovirta |

| 2003. szeptember 28. 17:15 |

| Ghána          | 2–1               | Ausztrália   |
| -------------- | ----------------- | ------------ |
| Sackey 34' 39' | (2–0) Jegyzőkönyv | Garriock 61' |

| PGE Park, Portland Nézőszám: 19 132 Játékvezető: Xonam Agboyi |

| 2003. szeptember 28. 20:00 |

| Kína    | 1–0               | Oroszország |
| ------- | ----------------- | ----------- |
| Bai 16' | (1–0) Jegyzőkönyv |             |

| PGE Park, Portland Nézőszám: 19 132 Játékvezető: Florencia Romano |

## Egyenes kieséses szakasz
|  |                       |                  |                       |                       |   |                  |                      |                      |                      |                      |               |       |       |
|  | Negyeddöntők          | Negyeddöntők     | Negyeddöntők          |                       |   | Elődöntők        | Elődöntők            | Elődöntők            |                      |                      | Döntő         | Döntő | Döntő |
|  | Negyeddöntők          | Negyeddöntők     | Negyeddöntők          |                       |   | Elődöntők        | Elődöntők            | Elődöntők            |                      |                      | Döntő         | Döntő | Döntő |
|  | október 1. – Boston   |                  |                       |                       |   |                  |                      |                      |                      |                      |               |       |       |
|  |                       |                  |                       |                       |   |                  |                      |                      |                      |                      |               |       |       |
|  | A1                    | Egyesült Államok | 1                     |                       |   |                  |                      |                      |                      |                      |               |       |       |
|  | A1                    | Egyesült Államok | 1                     | október 5. – Portland |   |                  |                      |                      |                      |                      |               |       |       |
|  | B2                    | Norvégia         | 0                     |                       |   |                  |                      |                      |                      |                      |               |       |       |
|  | B2                    | Norvégia         | 0                     |                       |   | Egyesült Államok | Egyesült Államok     | 0                    |                      |                      |               |       |       |
|  | október 2. – Portland |                  |                       |                       |   | Egyesült Államok | Egyesült Államok     | 0                    |                      |                      |               |       |       |
|  |                       |                  | Németország           | Németország           | 3 |                  |                      |                      |                      |                      |               |       |       |
|  | C1                    | Németország      | Németország           | Németország           | 3 | 7                |                      |                      |                      |                      |               |       |       |
|  | C1                    | Németország      |                       |                       |   | 7                | október 12. – Carson |                      |                      |                      |               |       |       |
|  | D2                    | Oroszország      | 1                     |                       |   |                  |                      |                      |                      |                      |               |       |       |
|  | D2                    | Oroszország      | 1                     |                       |   | Németország      | Németország          | 2                    |                      |                      |               |       |       |
|  | október 1. – Boston   |                  |                       |                       |   | Németország      | Németország          | 2                    |                      |                      |               |       |       |
|  |                       |                  | Svédország            | Svédország            | 1 |                  |                      |                      |                      |                      |               |       |       |
|  | B1                    | Brazília         | Svédország            | Svédország            | 1 | 1                |                      |                      |                      |                      |               |       |       |
|  | B1                    | Brazília         | október 5. – Portland |                       |   | 1                |                      |                      |                      |                      |               |       |       |
|  | A2                    | Svédország       | 2                     |                       |   |                  |                      |                      |                      |                      |               |       |       |
|  | A2                    | Svédország       | 2                     |                       |   | Svédország       | Svédország           | 2                    | Bronzmérkőzés        | Bronzmérkőzés        | Bronzmérkőzés |       |       |
|  | október 2. – Portland |                  |                       |                       |   | Svédország       | Svédország           | 2                    | Bronzmérkőzés        | Bronzmérkőzés        | Bronzmérkőzés |       |       |
|  |                       |                  | Kanada                | Kanada                | 1 |                  |                      | október 12. – Carson | október 12. – Carson | október 12. – Carson |               |       |       |
|  | D1                    | Kína             | Kanada                | Kanada                | 1 | 0                |                      | október 12. – Carson | október 12. – Carson | október 12. – Carson |               |       |       |
|  | D1                    | Kína             |                       |                       |   |                  |                      | Egyesült Államok     | Egyesült Államok     | 3                    |               |       |       |
|  | C2                    | Kanada           | 1                     |                       |   |                  |                      | Egyesült Államok     | Egyesült Államok     | 3                    |               |       |       |
|  | C2                    | Kanada           | 1                     |                       |   | Kanada           | Kanada               | 1                    |                      |                      |               |       |       |
|  |                       |                  |                       |                       |   | Kanada           | Kanada               | 1                    |                      |                      |               |       |       |

### Negyeddöntők
| 2003. október 1. 19:30 |

| Egyesült Államok | 1–0               | Norvégia |
| ---------------- | ----------------- | -------- |
| Wambach 24'      | (1–0) Jegyzőkönyv |          |

| Gillette Stadion, Boston Nézőszám: 25 103 Játékvezető: Nicole Petignat |

| 2003. október 1. 16:30 |

| Brazília             | 1–2               | Svédország                 |
| -------------------- | ----------------- | -------------------------- |
| Marta 44' (11-esből) | (1–1) Jegyzőkönyv | Svensson 23' Andersson 53' |

| Gillette Stadion, Boston Nézőszám: 25 103 Játékvezető: Zhang Dongqing |

| 2003. október 2. 16:30 |

| Németország                                                            | 7–1               | Oroszország  |
| ---------------------------------------------------------------------- | ----------------- | ------------ |
| Müller 25' Minnert 57' Wunderlich 60' 85' Garefrekes 62' Prinz 80' 89' | (1–0) Jegyzőkönyv | Danilova 70' |

| PGE Park, Portland Nézőszám: 20 021 Játékvezető: Im Eun Ju |

| 2003. október 2. 19:30 |

| Kína | 0–1               | Kanada    |
| ---- | ----------------- | --------- |
|      | (0–1) Jegyzőkönyv | Hooper 7' |

| PGE Park, Portland Nézőszám: 20 021 Játékvezető: Kari Seitz |

### Elődöntők
| 2003. október 5. 16:36 |

| Egyesült Államok | 0–3               | Németország                              |
| ---------------- | ----------------- | ---------------------------------------- |
|                  | (0–1) Jegyzőkönyv | Garefrekes 15' Meinert 90+1' Prinz 90+3' |

| PGE Park, Portland Nézőszám: 27 623 Játékvezető: Sonia Denoncourt |

| 2003. október 5. 19:30 |

| Svédország              | 2–1               | Kanada   |
| ----------------------- | ----------------- | -------- |
| Moström 79' Oeqvist 86' | (0–0) Jegyzőkönyv | Lang 64' |

| PGE Park, Portland Nézőszám: 27 623 Játékvezető: Kateriina Elovirta |

### 3. helyért
| 2003. október 11. 12:30 |

| Egyesült Államok                | 3–1               | Kanada       |
| ------------------------------- | ----------------- | ------------ |
| Lilly 22' Boxx 51' Milbrett 80' | (1–1) Jegyzőkönyv | Sinclair 38' |

| The Home Depot Center, Carson Nézőszám: 25 253 Játékvezető: Tammy Ogston |

### Döntő
| 2003. október 12. 10:00 |

| Németország            | 2–1 (h. u.)            | Svédország    |
| ---------------------- | ---------------------- | ------------- |
| Meinert 46' Künzer 98' | (0–1, 1–1) Jegyzőkönyv | Ljungberg 41' |

| The Home Depot Center, Carson Nézőszám: 26 137 Játékvezető: Cristina Ionescu |

## Díjak
| 2003-as női labdarúgó-világbajnokság győztese |
| Németország 1. cím                            |

| Aranycipő nyertes: | Aranylabda nyertes: | FIFA Fair Play Díj: |
| ------------------ | ------------------- | ------------------- |
| Birgit Prinz       | Birgit Prinz        | Kína                |

## Gólszerzők
| 7 gólos - Birgit Prinz 5 gólos - Maren Meinert 4 gólos - Kátia 3 gólos - Marta - Christine Latham - Christine Sinclair - Kerstin Garefrekes - Ótani Mio - Szava Homare - Dagny Mellgren - Hanna Ljungberg - Victoria Svensson - Abby Wambach 2 gólos - Heather Garriock - Charmaine Hooper - Kara Lang - Baj Dzsi - Marinette Pichon - Sandra Minnert - Martina Müller - Bettina Weigmann - Pia Wunderlich - Alberta Sackey - Jin Pjol Huj - Marianne Petterson - Malin Moström - Shannon Boxx - Mia Hamm - Kristine Lilly - Cindy Parlow - Cat Reddick | 1 gólos - Yanina Gaitán - Kelly Golebiowski - Daniela - Rosana - Szun Ven - Stefanie Gottschlich - Conny Pohlers - Jamamoto Emi - Ri Un Gjong - Kim Jin Hi - Solveig Gulbrandsen - Linda Ørmen - Anita Rapp - Brit Sandaune - Natalja Barbacsina - Jelena Fomina - Olga Letyusova - Marina Szajenko - Josephine Oeqvist - Julie Foudy - Tiffeny Milbrett Öngól (1) - Diane Alagich ( Oroszország ellen) |